# 赫克拉 (亞利桑那州)
赫克拉（英語：Hecla）是位於美國亞利桑那州亞瓦派縣的一個非建制地區。該地的面積和人口皆未知。

## 地理
赫克拉的座標為34°32′17″N 112°07′18″W / 34.53806°N 112.12167°W，而該地的平均海拔高度為1401米（即4596英尺）。